# Dodam-dong
Dodam-dong (koreanska: 도담동) är en stadsdel i staden Sejong, Sydkorea. Den ligger 115 km söder om huvudstaden Seoul.